# Astragalus coccineus
Астрагал шарлаховий  (Astragalus coccineus) — вид рослини родини бобові.

## Назва
В англійській мові має назву «пурпурна молочна вика» (англ. scarlet milk vetch).

## Будова
Багаторічна рослина з суцвіттями червоних горохоподібних квітів, що цвітуть пізньої весни.

## Поширення та середовище існування
Зростає на південному заході США в каньйонах, часто зустрічається від Колорадо до Каліфорнії.

## Галерея

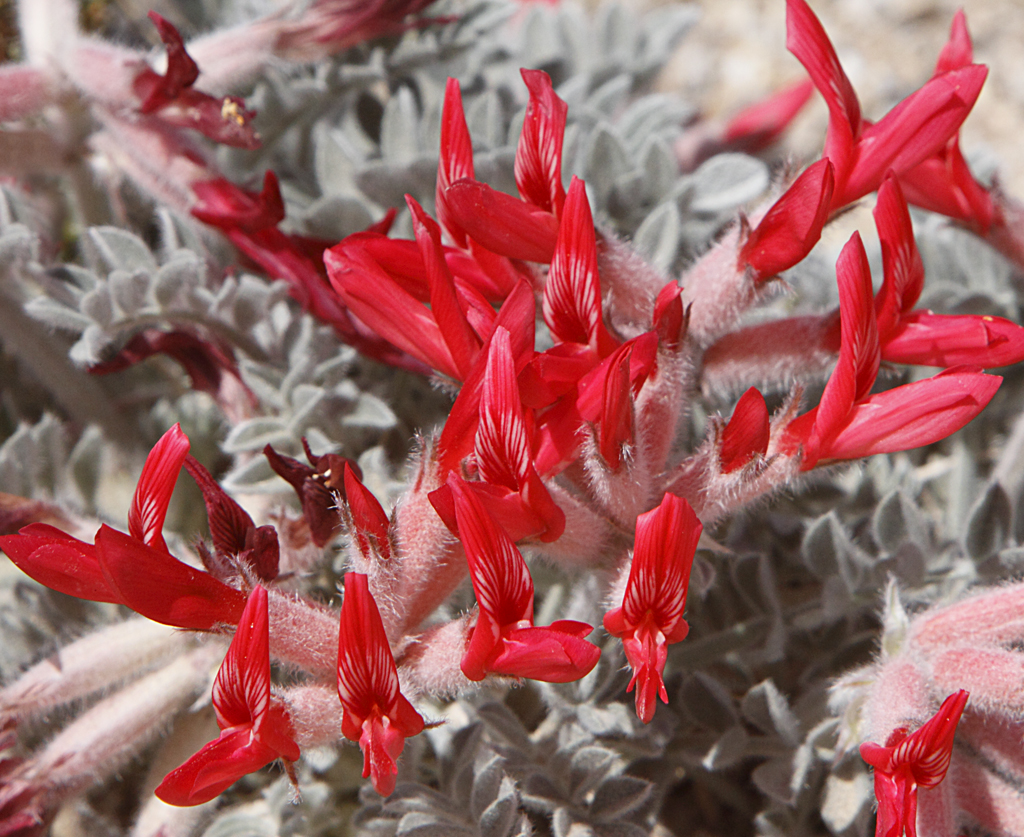
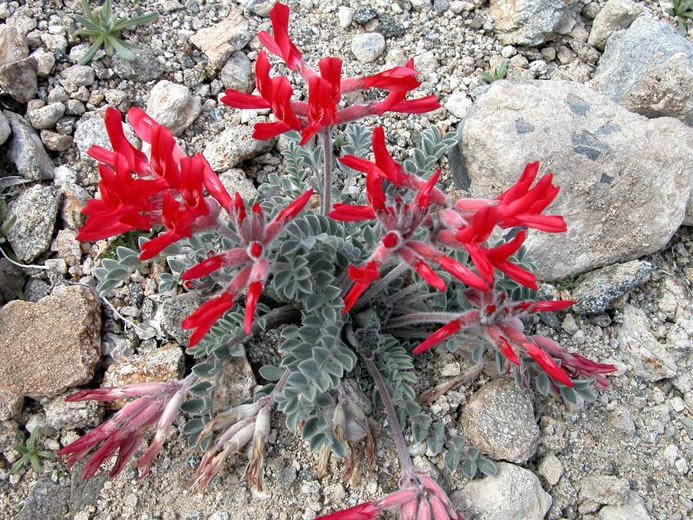
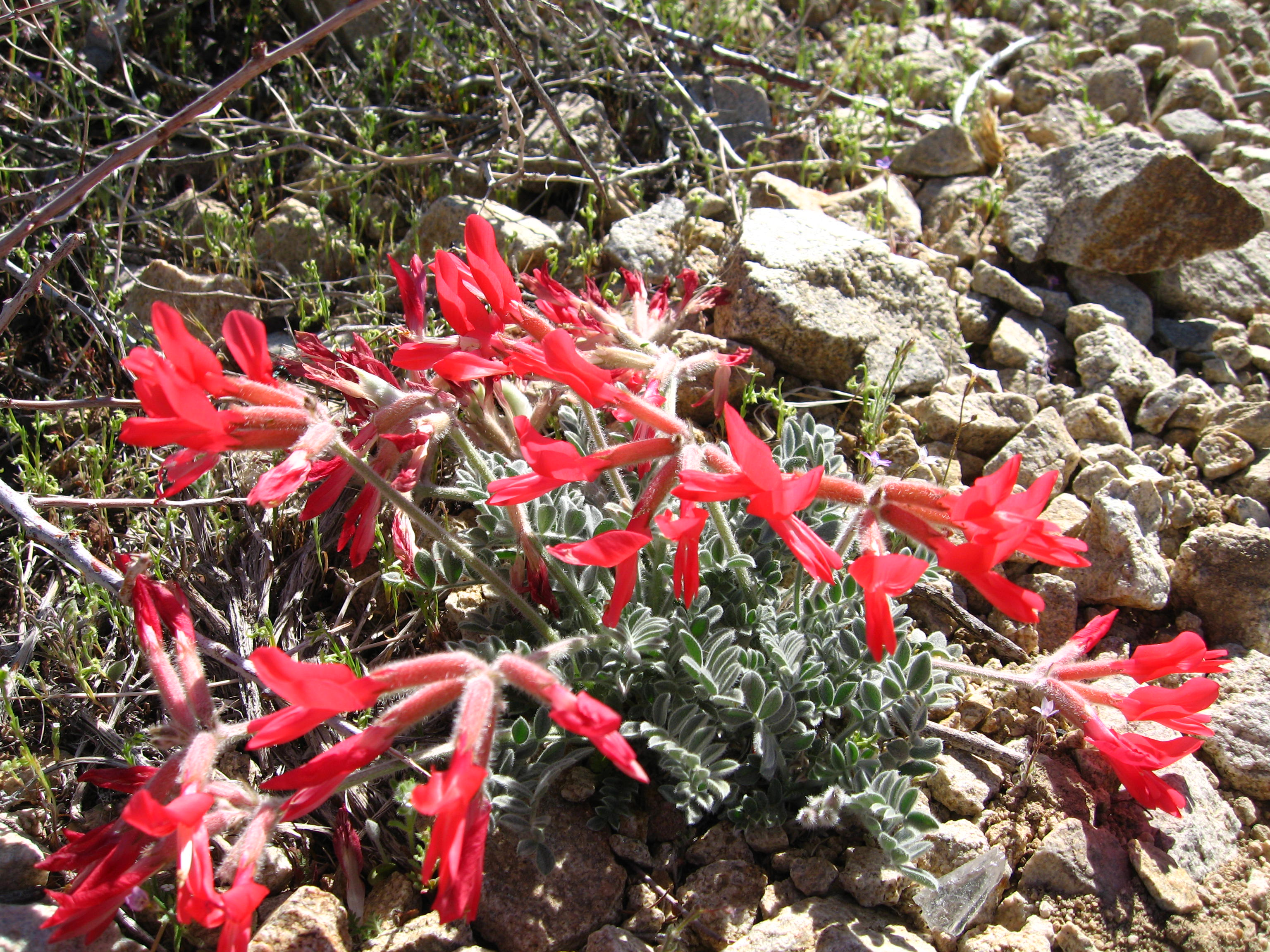